# Apamea supermissa
Apamea supermissa là một loài bướm đêm trong họ Noctuidae.